# Bangui
Bangui (phát âm tiếng Pháp: [bɑ̃ɡi]) (Bangî trong tiếng Sango) là thủ đô và thành phố lớn nhất Cộng hòa Trung Phi. Tính đến  năm 2012 thành phố có dân số 734.350 người. Nó được thiết lập làm một tiền đồn cho Pháp năm 1889, và được đặt theo tên sông Ubangi (tiếng Pháp: Oubangui); từ Ubangi lại bắt nguồn từ một từ tiếng tiếng Bangi có nghĩa là "ghềnh". Phần lớn dân cư Cộng hòa Trung Phi sống ở mạn tây đất nước, ở Bangui và vùng xung quanh.
Thành phố tạo nên một commune autonome, vây quanh bởi tỉnh Ombella-M'Poko. Với diện tích 67 kilômét vuông (26 dặm vuông Anh), commune này là đơn vị hành chính nhỏ nhất đất nước, nhưng đông hơn cả về dân số. Thành phố gồm 8 quận đô thị (arrondissements), 16 nhóm (groupements) và 205 vùng ven (quartiers). Đóng vai trò thủ đô Cộng hòa Trung Phi, Bangui là trung tâm hành chính, giao thương và thương mại. Thành phố có sân bay quốc tế Bangui M'Poko. Quốc hội, các tòa nhà chính phủ, ngân hàng, doanh nghiệp nước ngoài, các đại sứ quán, bệnh viện, khách sạn, chợ lớn và nhà tù Ngaragba đều nằm đây. Nền kinh tế tại Bangui dựa trên sản xuất vải, thức ăn, bia, giày dép và xà phòng. Nhà thờ Đức Bà Bangui là trụ sở Tổng giáo phận Bangui. Thành phố còn có Đại học Bangui, mở cửa năm 1970.
Bangui là nơi diễn ra hoạt động nổi dậy mạnh mẽ, liên tục chịu thiệt hại trong những thập niên bất ổn về chính trị.

## Địa lý và khí hậu

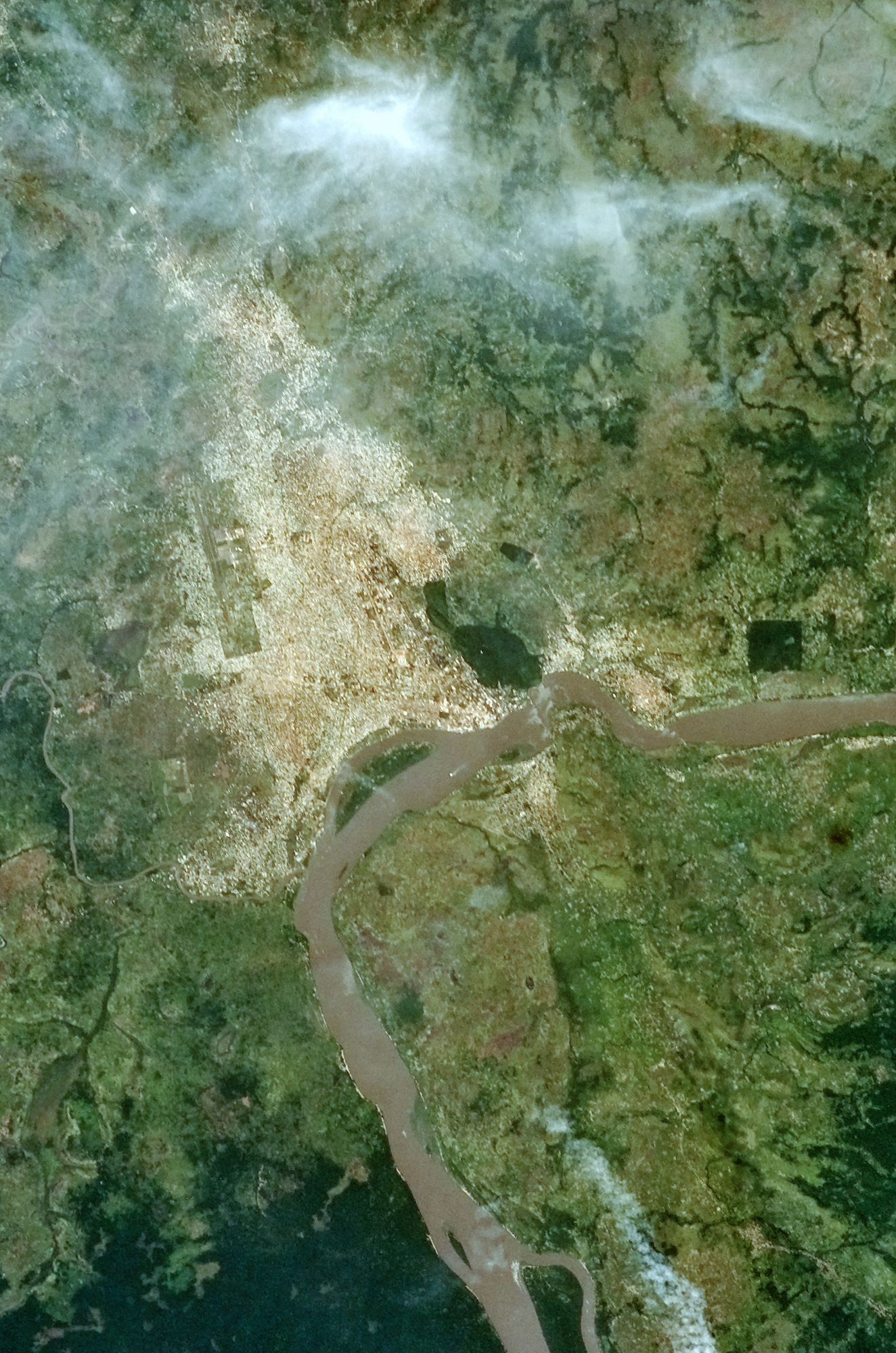
Ảnh vệ tinh Bangui.

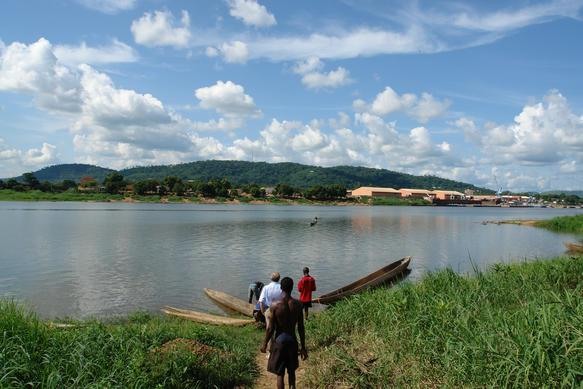
Sông Ubangi (Oubangui) ở rìa Bangui.

Bangui nằm gần biên giới đất nước, cạnh bờ bắc sông Ubangi, ngay kề một loạt ghềnh làm cản trở chuyên chở hàng hóa lên thượng lưu. Bangui là thành phố lớn duy nhất bên con sông này, bao trùm một diện tích 67 kilômét vuông (26 dặm vuông Anh). Sông Ubangi ngoặc hướng nam sau khi chảy qua Bangui, đổ vào sông Congo ở chỗ ngay dưới xích đạo, gần Brazzaville. Sông Ubangi lập nên một phần ranh giới giữa Cộng hòa Trung Phi và Cộng hòa Dân chủ Congo. Thành phố Zongo của Congo nằm đối diện Bangui, phía bên kia sông Ubangi. Vào mùa mưa, lượng nước sông hơn gấp ba lần lượng nước mùa khô. Bangui từng mang danh La Coquette ("[thành phố] xinh xắn") vào thập niên 1970.

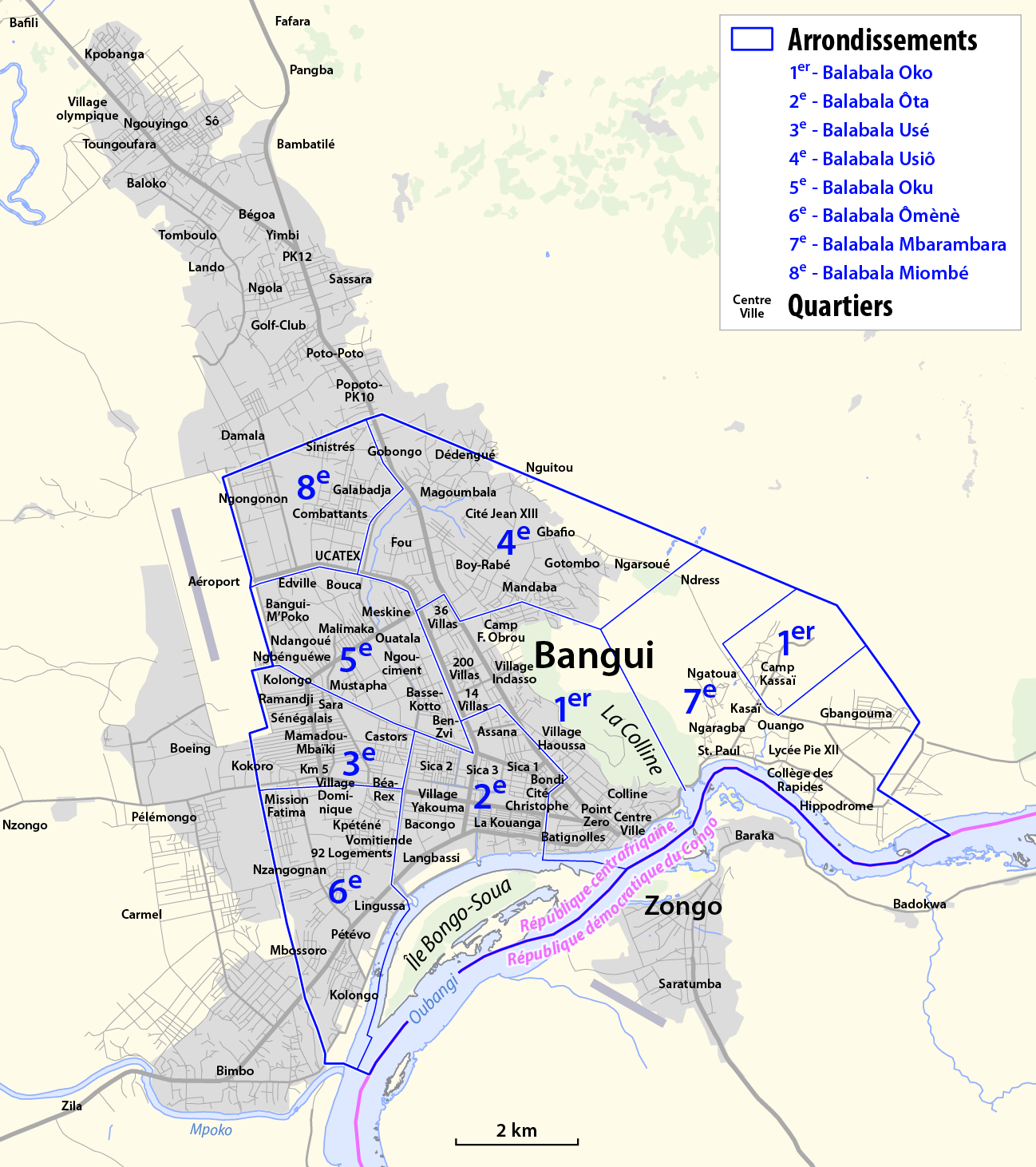
Bản đồ hành chính Bangui

Ở gần sông, tại trung tâm thành phố, có một khải hoàn môn vinh danh Bokassa, dinh tổng thống và một khu chợ trung tâm. Nằm 5 kilômét (3,1 mi) về phía bắc là lõi vùng dân cư, nơi có chợ lớn nhất và nơi hầu hết hoạt động về đêm diễn ra. Nhiều người trong vùng ngoại ô sống trong nhà gọi là Kodros, xây bằng gạch bùn với mái tranh.
Dị thường từ tính Bangui, một trong những dị thường lớn nhất trên vỏ Trái Đất và lớn nhất châu Phi, có tâm ở Bangui." Dù đặc điểm nó được nghiên cứu kĩ, người ta chưa hiểu rõ về nguồn gốc của nó.
Cộng hòa Trung Phi nằm ngay trên xích đạo, với nhiệt độ hàng ngày thường đạt ít nhất 30 °C. Bangui, nằm ở miền nam đất nước, kế cạnh xích đạo, nóng và ẩm hơn so với miền bắc. Nó có khí hậu xavan nhiệt đới (Köppen: Aw) với mùa đông khô. Trời ấm trong khoảng 23 tháng 1 đến 18 tháng 3, trở lạnh trong khoảng 20 tháng 6 đến 27 tháng 8 (khi mưa rơi thường đi kèm lốc xoáy). Quanh thành phố là rừng mưa rậm rạp. Nhiều vùng ven hay ngoại ô hay phải chịu lụt. Tháng 6-7 năm 2009, những cơn mưa to đã làm 11.000 người mất nhà cửa.
| Dữ liệu khí hậu của Bangui (381 m), Cộng hòa Trung Phi (1931-1955) | Dữ liệu khí hậu của Bangui (381 m), Cộng hòa Trung Phi (1931-1955) | Dữ liệu khí hậu của Bangui (381 m), Cộng hòa Trung Phi (1931-1955) | Dữ liệu khí hậu của Bangui (381 m), Cộng hòa Trung Phi (1931-1955) | Dữ liệu khí hậu của Bangui (381 m), Cộng hòa Trung Phi (1931-1955) | Dữ liệu khí hậu của Bangui (381 m), Cộng hòa Trung Phi (1931-1955) | Dữ liệu khí hậu của Bangui (381 m), Cộng hòa Trung Phi (1931-1955) | Dữ liệu khí hậu của Bangui (381 m), Cộng hòa Trung Phi (1931-1955) | Dữ liệu khí hậu của Bangui (381 m), Cộng hòa Trung Phi (1931-1955) | Dữ liệu khí hậu của Bangui (381 m), Cộng hòa Trung Phi (1931-1955) | Dữ liệu khí hậu của Bangui (381 m), Cộng hòa Trung Phi (1931-1955) | Dữ liệu khí hậu của Bangui (381 m), Cộng hòa Trung Phi (1931-1955) | Dữ liệu khí hậu của Bangui (381 m), Cộng hòa Trung Phi (1931-1955) | Dữ liệu khí hậu của Bangui (381 m), Cộng hòa Trung Phi (1931-1955) |
| Tháng                                                              | 1                                                                  | 2                                                                  | 3                                                                  | 4                                                                  | 5                                                                  | 6                                                                  | 7                                                                  | 8                                                                  | 9                                                                  | 10                                                                 | 11                                                                 | 12                                                                 | Năm                                                                |
| ------------------------------------------------------------------ | ------------------------------------------------------------------ | ------------------------------------------------------------------ | ------------------------------------------------------------------ | ------------------------------------------------------------------ | ------------------------------------------------------------------ | ------------------------------------------------------------------ | ------------------------------------------------------------------ | ------------------------------------------------------------------ | ------------------------------------------------------------------ | ------------------------------------------------------------------ | ------------------------------------------------------------------ | ------------------------------------------------------------------ | ------------------------------------------------------------------ |
| Cao kỉ lục °C (°F)                                                 | 37.2 (99.0)                                                        | 38.8 (101.8)                                                       | 39.5 (103.1)                                                       | 38.0 (100.4)                                                       | 38.6 (101.5)                                                       | 35.8 (96.4)                                                        | 34.3 (93.7)                                                        | 34.4 (93.9)                                                        | 35.9 (96.6)                                                        | 35.7 (96.3)                                                        | 36.7 (98.1)                                                        | 36.2 (97.2)                                                        | 39.5 (103.1)                                                       |
| Trung bình ngày tối đa °C (°F)                                     | 32.9 (91.2)                                                        | 33.9 (93.0)                                                        | 33.5 (92.3)                                                        | 32.9 (91.2)                                                        | 31.9 (89.4)                                                        | 30.9 (87.6)                                                        | 29.9 (85.8)                                                        | 29.9 (85.8)                                                        | 30.6 (87.1)                                                        | 30.7 (87.3)                                                        | 31.4 (88.5)                                                        | 31.8 (89.2)                                                        | 31.7 (89.1)                                                        |
| Trung bình ngày °C (°F)                                            | 26.0 (78.8)                                                        | 27.1 (80.8)                                                        | 27.4 (81.3)                                                        | 27.1 (80.8)                                                        | 26.5 (79.7)                                                        | 25.3 (77.5)                                                        | 25.1 (77.2)                                                        | 25.1 (77.2)                                                        | 25.4 (77.7)                                                        | 25.5 (77.9)                                                        | 25.7 (78.3)                                                        | 25.7 (78.3)                                                        | 26.0 (78.8)                                                        |
| Tối thiểu trung bình ngày °C (°F)                                  | 19.5 (67.1)                                                        | 20.2 (68.4)                                                        | 21.3 (70.3)                                                        | 21.4 (70.5)                                                        | 21.1 (70.0)                                                        | 19.7 (67.5)                                                        | 20.3 (68.5)                                                        | 20.3 (68.5)                                                        | 20.2 (68.4)                                                        | 20.2 (68.4)                                                        | 20.0 (68.0)                                                        | 19.3 (66.7)                                                        | 20.3 (68.5)                                                        |
| Thấp kỉ lục °C (°F)                                                | 13.0 (55.4)                                                        | 13.1 (55.6)                                                        | 16.2 (61.2)                                                        | 14.4 (57.9)                                                        | 16.0 (60.8)                                                        | 16.5 (61.7)                                                        | 15.0 (59.0)                                                        | 17.0 (62.6)                                                        | 17.2 (63.0)                                                        | 17.3 (63.1)                                                        | 16.9 (62.4)                                                        | 13.8 (56.8)                                                        | 13.0 (55.4)                                                        |
| Lượng Giáng thủy trung bình mm (inches)                            | 20 (0.8)                                                           | 39 (1.5)                                                           | 116 (4.6)                                                          | 142 (5.6)                                                          | 167 (6.6)                                                          | 134 (5.3)                                                          | 174 (6.9)                                                          | 240 (9.4)                                                          | 185 (7.3)                                                          | 190 (7.5)                                                          | 89 (3.5)                                                           | 24 (0.9)                                                           | 1.520 (59.9)                                                       |
| Số ngày giáng thủy trung bình (≥ 0.1 mm)                           | 2                                                                  | 5                                                                  | 10                                                                 | 12                                                                 | 14                                                                 | 13                                                                 | 14                                                                 | 17                                                                 | 16                                                                 | 17                                                                 | 11                                                                 | 4                                                                  | 135                                                                |
| Độ ẩm tương đối trung bình (%)                                     | 70                                                                 | 64                                                                 | 71                                                                 | 76                                                                 | 79                                                                 | 81                                                                 | 83                                                                 | 83                                                                 | 83                                                                 | 83                                                                 | 81                                                                 | 75                                                                 | 77                                                                 |
| Số giờ nắng trung bình tháng                                       | 203                                                                | 201                                                                | 191                                                                | 184                                                                | 193                                                                | 158                                                                | 138                                                                | 138                                                                | 143                                                                | 158                                                                | 171                                                                | 220                                                                | 2.098                                                              |
| Nguồn 1: Deutscher Wetterdienst                                    |                                                                    |                                                                    |                                                                    |                                                                    |                                                                    |                                                                    |                                                                    |                                                                    |                                                                    |                                                                    |                                                                    |                                                                    |                                                                    |
| Nguồn 2: Viện thời tiết Đan Mạch (số giờ nắng)                     |                                                                    |                                                                    |                                                                    |                                                                    |                                                                    |                                                                    |                                                                    |                                                                    |                                                                    |                                                                    |                                                                    |                                                                    |                                                                    |

## Dân cư
Sau khi Cộng hòa Trung Phi giành được độc lập năm 1960, sự đô thị hóa ở Bangui bắt đầu. Điều này thể hiện rõ ở sự tăng dân số, từ 279.800 người (1975), 427.435 người (1988) đến 524.000 người (1994) rồi đến 652.000 người (2001). Trừ dân bản xứ, thành phố còn là nơi cư ngụ của cộng đồng người Hy Lạp, Bồ Đào Nha và Yemen, cùng một số người Pháp. Nơi đây có lái buôn kim cương từ Tây Phi và Tchad, thương gia từ nhiều nước châu Phi, và người tị nạn từ Cộng hòa Dân chủ Congo và Nigeria.
Ngôn ngữ chính thức của đất nước là tiếng Pháp và tiếng Sango (ngôn ngữ mà 90% dân cư thành phố biết). Một số ngôn ngữ khác là Baya (Gbaya), Banda, Ngbaka, Sara, Mbum, Kare, và Mandjia.